# U 358 (Kriegsmarine)
De U 358 was een VIIC-type U-boot van de Duitse Kriegsmarine tijdens de Tweede Wereldoorlog. Hij stond onder bevel van kapitein-luitenant-ter-zee Rolf Manke. Hij werd  38 uur lang aangevallen door vier Britse fregatten. Dit was de langste achtervolging ooit tijdens de oorlog.

## Geschiedenis
29 februari 1944 - De U 358 werd opgespoord en  aangevallen door vier Britse fregatten, HMS Affleck, HMS Gould, HMS Gore en HMS Garlies. De aanval begon  op 29 februari en zou pas 38 uren later eindigen.
De Duitsers kregen in die periode 104 dieptebommen te verwerken van de vier fregatten die contact hielden met hun ASDIC. Manke veranderde voortdurend van diepte om de dieptebomafstellingen in de war te brengen.
1 maart - HMS Gore en HMS Garlies keerden terug naar Gibraltar wegens brandstoftekort. HMS Affleck en HMS Gould bleven contact houden. De U 358 stuurde naar periscoopdiepte en Manke kreeg HMS Gould in zijn periscoopvizier en lanceerde torpedo's.
HMS Gould werd getroffen en zonk. De Britse bemanning ging in de sloepen en reddingsvlotten, terwijl het andere fregat de aanval verder zette. HMS Affleck zocht en vond de U 358 en begon de U-boot met dieptebommen te bestoken. De beschadigde U 358 kwam na 38 uur ondergedoken te zijn geweest, naar de oppervlakte. De Affleck opende meteen het vuur met zijn dekkanon. Slechts één man kon uit de U-boot ontsnappen voordat de U-boot zonk. De enige Duitse overlevende werd nadien samen met de Britse overlevenden van de Gould opgepikt.

## Ondergang
De U 358 werd tot zinken gebracht op 1 maart 1944 in de Noord-Atlantische Oceaan, ten noorden van de Azoren, door kanonvuur van het Britse fregat HMS Affleck, nadat hij zwaar beschadigd naar de oppervlakte moest komen, door de vele dieptebommenexplosies van vier fregatten. De vijftig opvarenden vergingen, op een na, met de U 358. Hij verging in positie 45° 46′ 0″ NB, 23° 16′ 0″ WL. 